# آمبر بروكس
أمبير بروكس (بالإنجليزية: Amber Brooks)‏ (23 يناير 1991 بإيفانسفيل في الولايات المتحدة - ) هي لاعبة كرة قدم أمريكية في مركز الوسط. شاركت مع منتخب الولايات المتحدة تحت 17 سنة للسيدات لكرة القدم ‏ ومنتخب الولايات المتحدة تحت 20 سنة للسيدات لكرة القدم ومنتخب الولايات المتحدة تحت 23 سنة للسيدات لكرة القدم ‏ ومنتخب الولايات المتحدة لكرة القدم للسيدات. أما مع النوادي، فقد لعبت مع بايرن ميونخ للسيدات وبايرن ميونخ وبورتلاند ثورنز وسياتل رين وفانكوفر وايتكابس ووسترن نيويورك فلاش وهيوستن داش.

## وصلات خارجية
- آمبر بروكس على موقع الاتحاد الدولي (مؤرشف)  (الإنجليزية)
- آمبر بروكس على موقع قاعدة بيانات كرة القدم.إي يو (الإنجليزية)
- آمبر بروكس على موقع بيانات كرة القدم. دي إي (الألمانية)
- آمبر بروكس على موقع Soccerway.com (الإنجليزية)
- آمبر بروكس على موقع عالم كرة القدم.نت (الإنجليزية)